# Ratchet & Clank: Up Your Arsenal
Ratchet & Clank: Up Your Arsenal (Ratchet & Clank 3 в Европе, Ratchet & Clank 3: Up Your Arsenal в Австралии и Rachetto & Kuranku 3: Totsugeki! Garakuchikku Renjāzu (яп. ラチェット＆クランク３：突撃！ガラクチックレンジャーズ Ратитто & Куранку 3: Тоцугэки! Гаракутикку Рэндзя:дзу, букв. «Рэтчет и Кланк 3: В бой! Галактические Рейнджеры») в Японии) — видеоигра, сочетающая в себе элементы платформера и action-adventure, созданная Insomniac Games, и изданная Sony Computer Entertainment эксклюзивно для Sony PlayStation 2 в 2004 году, позднее переизданная для PlayStation 3 и PlayStation Vita с улучшенной графикой в составе Ratchet & Clank Collection.
Игровой процесс данной игры в целом схож с предыдущими играми серии, но в игре представлено новое оружие и система его развития. Главным антагонистом игры является робот Доктор Нефариус, который намеревается превратить все органические формы жизни в роботов и управлять ими. В игре представлен ряд новых персонажей, а также сюжете задействовано множество персонажей ранее появившихся в серии.
Это первая игра в серии где наряду с одиночным режимом игры представлен мультиплеер. Мультиплеер содержит три различных режима содержащие все карты и оружие из одиночного режима. В озвучивании игры приняли участие те же актёры, что и в предыдущих играх серии, но так же были наняты новые актёры. Оценка игры на сайте-агрегаторе Metacritic составила 91/100.

## Игровой процесс
Как и предыдущие игры серии, данная игра представляет собой платформер с видом от третьего лица. Игрок управляет ломбаксом по имени Рэтчет, который обладает ключом Omniwrench 8000 в качестве оружия ближнего боя, а также различным оружием и устройствами дальнего боя, которые получает по ходу игры. В игре представлено 20 видов оружия, которые, по мере их использования, развиваются. Каждое оружие (кроме RY3NO) имеет 8 уровней развития.
В некоторых миссиях игрок управляет компаньоном Рэтчета — Кланком, который способен контролировать небольших роботов — гаджеботов (англ. gadgebots), с помощью которых он побеждает врагов и решает головоломки. В некоторых сценах Кланк так же способен значительно увеличиваться в размерах и сражаться с врагами соответствующего размера, используя, кроме атак ближнего боя, ракеты.
Кроме того в игре появилась возможность контролировать Капитана Кварка играя видеокомиксы (англ. Vid Comics) на игровой приставке. Игра за Кварка представляет собой аркадные 2D уровни, в которых супергерой сражается с Доктором Нефариусом и его прихвостнями. Так же, впервые в серии добавлено управление космическим кораблём Рэтчета и сражения в открытом космосе.
В игре представлено множество различных врагов и уровней. В игре появился режим многопользовательской игры, включающий в себя deathmatch, захват флага и осаду. Многопользовательская игра поддерживает до 8 игроков одновременно, с возможностью голосового чата.

## Концепция

### Персонажи
- Рэтчет (англ. Ratchet) — главный герой игры; представитель расы ломбаксов, выросший на планете Велдин (Veldin) в отрыве от языка и культуры своей расы. Герой спасший галактику от Председателя Дрека и Протопета. Озвучен Джеймсом Арнольдом Тейлором в английской версии игры.
- Кланк (англ. Clank) — робот, интеллектуальный компаньон Рэтчета. Вместе с Рэтчетом спас галактику дважды. Озвучен Дэвидом Кэем[англ.] в английской версии игры.
- Капитан Коперник Лесли Кварк (англ. Captain Copernicus Leslie Qwark) — самопровозглашённый супергерой галактики Солана. Ранее Кварк спасал галактику от злодея Доктора Нефариуса, но после событий с Протопетами пропал. Озвучен Джимом Уордом[англ.] в английской версии игры.
- Доктор Нефариус (англ. Doctor Nefarious) — робот-суперзлодей, безумный учёный с замашками диктатора. Ненавидит органические формы жизни и хочет превратить их в роботов. Озвучен Армином Шимерманом в английской версии игры.

### Сюжет
Ретчет и Кланк отдыхают от спасения галактики, как вдруг видят в новостях, что армия Тиррано́идов возглавляемая Доктором Нефариусом атаковала Велдин — планету, на которой вырос Рэтчет. Рэтчет и Кланк отправляются на Велдин, где присоединяются к армии Галактических Рейнджеров для сражения с Тирраноидами. Отразив нападение Тирраноидов, герои связываются с президентом Галактики Солана, который поручает им найти «человека ранее побеждавшего Нефариуса» в лесу на планете Флорана (англ. Florana).
Прибыв на Флорану герои начинают разыскивать необходимого им человека, но оказываются на священных землях местных жителей, которые заставляют Рэтчета и Кланка пройти испытания и сразиться с их вождём. Победив, герои узнают в вожде местных аборигенов обезумевшего Капитана Кварка, который и оказывается необходимым им человеком. Капитан звёздного крейсера «Феникс» (Starship Phoenix), Саша Фироникс (Sasha Phyronix), просит доставить Кварка на крейсер. На крейсере Саша связывается с президентом, который просит помощи Рэтчета и Кланка на планете Маркадия (Marcadia) атакованной Тирраноидами, связь прерывается и игрок видит Нефариуса, который угрожает превратить всех в роботов и править ими. Рэтчет и Кланк отправляются на Маркадию, где вместе с Галактическими Рейнджерами освобождают президентский дворец от Тирраноидов. Также на Маркадии герои встречают Большого Эла, который даёт им видеокомикс про Капитана Кварка. Герои решают, что это может помочь восстановить память Кварку.
Вернувшись на крейсер, Рэтчет проходит видеокомикс, но он не возвращает память Кварку. Саша поручает Рэтчету и Кланку достать устройство под названием «Тиррагайс» (англ. The Tyhrra-Guise), которое позволяет замаскироваться под Тирраноида для внедрения к ним. Данное устройство является призом в телешоу «Нация Аннигиляции» (англ. Annihilation Nation). Рэтчет и Кланк принимают участие в телешоу, где выигрывают «Тиррагайс». Тем временем, память Капитана Кварка возвращается и президент назначает его главным в сражении с Нефариусом. Кварк собирает команду, Q-Force, которая в себя включает Рэтчета, Кланка, Сашу, Большого Эла, Хельгу, Скидда Макмаркса, Скранча и самого Кварка. Рэтчету, Кланку и Скидду поручают миссию по внедрению в подводную базу Нефариуса, чтобы узнать его планы. Герои узнают, что Доктор Нефариус большой фанат Кланка, знаменитого по фильму «Секретный агент Кланк», а также зашифрованную звёздную карту планеты Тирраноидов — Тирранозис (англ. Tyhrranosis). Герои в сопровождении Галактических Рейнджеров вторглись на Тирранозис и победили главного Тирраноида. Получив сообщение от Нефариуса, герои отслеживают его и узнают, что оно исходило с планеты Дакс (англ. Daxx). Высадившись на Даксе Рэтчет и Кланк проникают на фабрику оружия, где узнают о устройстве именуемом Биоблитератор (англ. Biobliterator), способном превращать органические формы жизни в роботов. Герои узнают, что Биоблитератор был доставлен на Дакс на транспортном корабле с системы лун Обани (англ. Obani Moon System), куда и отправляются герои. Не сумев преодолеть третью ступень защиты, герои узнают от Скидда, что знаменитость Кортни Гирс работает на Нефариуса. Чтобы встретиться с Кортни, героям приходится выиграть очередной турнир в Нации Аннигиляции, после чего Кланк приглашает её сняться в новом фильме серии «Секретный агент Кланк». После съёмок Кортни Гирс похищает Кланка и заменяет его злой копией. Злой Кланк направляет Рэтчета на звёздный крейсер «Левиафан» (англ.  Leviathan).
Скидд сообщает, что Кортни Гирс высадилась на Обани Драко в системе лун Обани, куда и отправляются герои. На луне герои обнаруживают лабораторию Биоблитератора, с помощью которого Кортни превращает Скидда в робота. Рэтчет и «Кланк» побеждают Кортни Гирс, после чего с ними связывается Саша и сообщает местоположение «Левиафана». Рэтчет, злой Кланк и Капитан Кварк отправляются в космопорт на планете Зелдрин (англ. Zeldrin), в котором расположен «Левиафан». Герои проникают на «Левиафан» прежде чем тот успевает улететь и пробиваются через толпы роботов в комнату управления, в которой их ожидает Доктор Нефариус. Нефариус активирует самоуничтожение крейсера и телепортируется, Рэтчет и Кланк успевают добежать до спасательной капсулы, но злой Кланк активирует её не дождавшись Кварка. Взрывающийся крейсер с Кварком на борту терпит крушение на близлежащей планете.
На «Фениксе» все опечалены гибелью своего лидера. Эл даёт Рэтчету видеокомикс в котором Кварк побеждает Доктора Нефариуса атаковавшего Метрополис на планете Керван (англ. Kerwan). Рэтчет решает отправиться с Кланком на Керван. Там он обнаруживает Нефариуса который включает Биоблитератор и превращает жителей планеты в роботов. Также замечает в плену у Нефариуса Кланка и понимает, что всё это время с ним была его злая копия. Победив злого Кланка, Рэтчет освобождает своего друга. Герои решают проверить место крушения «Левиафана» на Зелдрине, там они обнаруживают запись в которой живой Кварк замаскированный под женщину вызывает такси. Герои отправляются в убежище Кварка, где находят его и узнают, что он ранее не побеждал Нефариуса, а просто сидел в убежище пока Нефариус не ушёл.
Вернувшись на корабль, герои получают сообщение, что «Феникс» атакован. Рэтчет и Кланк спасают «Феникс» и узнают от Саши, что следующая планета на которой Нефариус планирует использовать Биоблитератор — Велдин, родная планета Рэтчета. Герои решают отправиться на планету Корос (англ. Koros) чтобы уничтожить Биоблитератор. На Коросе герои используют ионную пушку для уничтожения Биоблитератора. Саша сообщает, что есть ещё один Биоблитератор на планете Майлон (англ. Mylon), но на этот раз их появление ожидают. Рэтчет и Кланк прорываются через толпы врагов на Майлоне и успевают добраться до Биоблитератора во время. Рэтчет сражается с Нефариусом и побеждает его, но Нефариус превращает Биоблитератор в огромного робота, против которого Рэтчет оказывается бессилен. Рэтчет и Капитан Кварк атакуют робота с воздуха и у робота активируется режим самоуничтожения. Робот взрывается и отправляет Нефариуса и его помощника Лоуренса в открытый космос на осколке скалы.
В конце все герои смотрят новый фильм про секретного агента Кланка, а Нефариус и Лоуренс летят на куске скалы в космосе без возможности к спасению.

## Оценки прессы и продажи
| Сводный рейтинг       | Сводный рейтинг                 |
| Агрегатор             | Оценка                          |
| --------------------- | ------------------------------- |
| GameRankings          | 91,54 %                         |
| Metacritic            | 91/100 (основано на 65 обзорах) |
| Иноязычные издания    |                                 |
| Издание               | Оценка                          |
| 1UP.com               | A+                              |
| Eurogamer             | 8/10                            |
| Game Informer         | 10/10                           |
| GameSpot              | 8,7/10                          |
| GameSpy               | [ 17 ]                          |
| IGN                   | 9,6/10                          |
| Русскоязычные издания |                                 |
| Издание               | Оценка                          |
| «Страна игр»          | 8,0/10                          |

Игра получила положительные отзывы прессы. GameSpy и американский Official PlayStation Magazine поставили игре максимальный балл (5 из 5). Сайт 1UP.com поставил игре максимальную оценку A+, назвав игру отлично подходящей и для новичков и для ветеранов серии, а также назвали игру очень смешной. IGN оценил игру в 9,6 из 10 баллов, назвав её игрой которую нужно купить немедленно, также похвалив графику и звуковые эффекты. GameSpot оценил игру в 8,7 из 10 баллов, назвав игровой процесс слишком похожим на игровой процесс предыдущих игр в серии, но назвал это не значительной проблемой. Eurogamer также назвал игровой процесс игры не инновационным, но тем не менее назвал игру лучшей в жанре. К августу 2005 года игра только в США продалась тиражом 2,15 миллионов копий. IGN включил игру в свой список 25 лучших игр для PlayStation 2 под номером 18.